# تام یام گونگ ۲
تام یام گونگ ۲ که در آمریکا با عنوان محافظ ۲ و در انگلستان با عنوان پادشاه جنگجو ۲ شناخته می‌شود فیلمی تایلندی در ژانر رزمی محصول ۲۰۱۳ میلادی است.
در این فیلم تونی جا بازی کرده است.